# 阿瓦耶利穆济讷
阿瓦耶利穆济讷（法語：Availles-Limouzine，法語發音：[avaj limuzin]）是法国新阿基坦大区维埃纳省的一个市镇，位于该省南部偏东，属于蒙莫里永区。

## 地理
阿瓦耶利穆济讷（46°7'16"N, 0°39'20"E）面积57.9 平方千米，位于法国新阿基坦大区维埃纳省，该省份为法国中西部省份，北起曼恩-卢瓦尔省和安德尔-卢瓦尔省，西接德塞夫勒省，南至夏朗德省，东南接上维埃纳省，东临安德尔省。
与阿瓦耶利穆济讷接壤的市镇（或旧市镇、城区）包括：阿布扎克、莱萨克、米亚克、普雷萨克、圣马丹拉尔、勒维让。

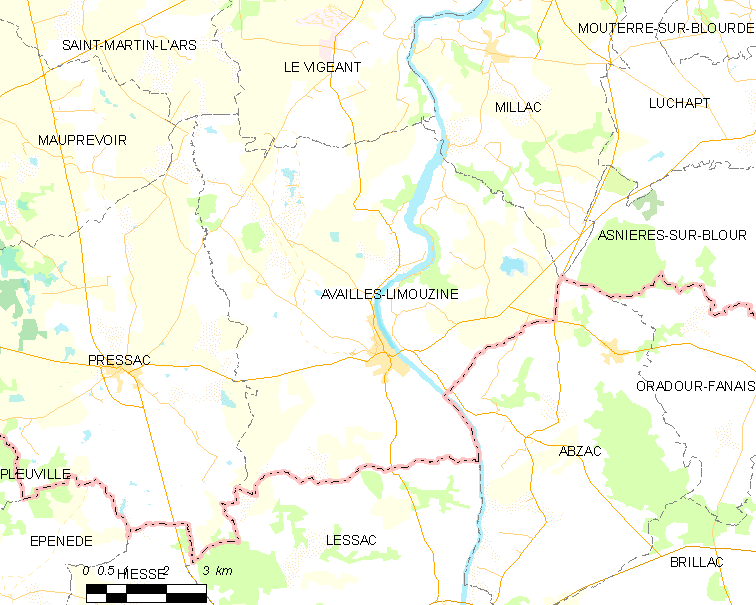
阿瓦耶利穆济讷的OSM定位图

阿瓦耶利穆济讷的时区为UTC+01:00、UTC+02:00（夏令时）。

## 行政
阿瓦耶利穆济讷的邮政编码为86460，INSEE市镇编码为86015。

## 政治
阿瓦耶利穆济讷所属的省级选区为锡夫赖县。

## 人口

1962-2008年间阿瓦耶利穆济讷人口变化图示

阿瓦耶利穆济讷于2022年1月1日时的人口数量为1287人。